# 富士山 (桐生市)
富士山（ふじやま）は、群馬県桐生市相生町にある山。標高160 m。

## 概要
足尾山地の吾妻山南西支脈から孤立した低山で、渡良瀬川の南西岸に位置する。
北麓に群馬県道3号前橋大間々桐生線（都市計画道路赤岩線）が通じ、渡良瀬川に赤岩橋がある。南麓に通じる市道は県道3号・国道50号の旧道で、1902年（明治35年）に開通した赤岩線の旧道は、富士山の南東麓を経由していた。旧県道3号の南東に上毛電気鉄道上毛線が通じ、登山口前に富士山下駅がある。上毛電気鉄道渡良瀬川橋梁は2007年（平成19年）に国登録有形文化財となっている。
2013年（平成25年）、山梨県と静岡県に跨る富士山の世界文化遺産登録を記念して、上毛電気鉄道は富士山下駅の特製入場券を発行した。また、富士山登頂の記念写真を募集し、上毛電気鉄道を利用して富士山に登頂した応募者に群馬の富士山登頂認定証を進呈した。
外国からの旅行者が、日本の最高峰である富士山の最寄り駅と間違えて富士山下駅を訪れる事例が年に数件あり、富士山の世界遺産登録を機に、上毛電気鉄道では誤乗防止のためウェブサイトで注意を喚起している。
山頂には浅間信仰を伝える浅間神社や烏帽子岩、小御嶽石尊大権現がある。西麓に国道122号が通じ、岸病院、相生町交番、冨士山食堂、群馬県桐生合同庁舎、桐生土木事務所、桐生保健福祉事務所（桐生保健所）がある。渡良瀬川の北東岸に丸山と丸山下駅がある。